# Can Devesa
Can Devesa és una obra de Girona inclosa a l'Inventari del Patrimoni Arquitectònic de Catalunya.

## Descripció
És un edifici de planta rectangular, de planta baixa i d'un pis, teulat a dues vessants i carener perpendicular a la façana principal. Al bell mig del conjunt hi ha una torre de planta rectangular que sobresurt. Tota ella de pedra, però escapçada. De diferents èpoques: la façana lateral esquerra té accés per porta dovellada, finestres de llinda planera (diverses i sense composició clara) i joc de teulats. Sembla el nucli originari. La façana lateral dreta és posterior, està formada per finestres de llinda planera (totes d'elles a nivell de planta) i un gran portal allindanada a nivell de la planta baixa. La façana principal és la més moderna. Composició quasi simètrica d'obertures de llinda recta. La porta és de llinda planta amb inscripció "J.D. 1931". Hi havia uns badius, ara tapiats. A nivell dels badius hi ha un escut gran amb diferents quarters. Cal esmentar la pallissa del davant de la casa.
La pallissa és un edifici d'una nau, de planta rectangular, teulat a dues aigües i carener perpendicular a la façana principal. A la façana hi ha un pilar que fa de suport de la coberta, d'estructura de cairats de fusta. El pilar és de cares poligonals, amb una mena de capitell a l'alçada d'una persona. Realitzat amb rierencs i pedra polida a les cantonades dels brancals d'accés.

## Història
Sembla ésser construïda entre el 1650 i 1670. Durant la Guerra del Francès va ésser cremada en part i reconstruïda el 1899, mentre que a la Guerra Civil serví de quarter d'una companyia republicana. AL 1931 la comprà l'actual propietari el sr. Devesa.